# Rodello
Rodello é uma comuna italiana da região do Piemonte, província de Cuneo, com cerca de 908 habitantes. Estende-se por uma área de 8 km², tendo uma densidade populacional de 114 hab/km². Faz fronteira com Albaretto della Torre, Benevello, Diano d'Alba, Lequio Berria, Montelupo Albese, Sinio.

## Demografia
| Variação demográfica do município entre 1861 e 2011                               |
|                                                                                   |
| Fonte: Istituto Nazionale di Statistica (ISTAT) - Elaboração gráfica da Wikipedia |